# 貝尼烏尼夫區

貝尼烏尼夫區（阿拉伯语：‎），是阿爾及利亞的行政區，位於該國西部，由貝沙爾省負責管轄，首府設於貝尼烏尼夫，面積16,600平方公里，2008年人口11,209，人口密度每平方公里0.7人。